# Primo Nebiolo
Primo Nebiolo, född 14 juli 1923 i Turin, död 7 november 1999 i Rom, var en italiensk idrottsledare, mest berömd som ordförande för det internationella friidrottsförbundet IAAF.
Som aktiv i unga dagar tävlade han i längdhopp. Han studerade juridik och statsvetenskap och blev entreprenör inom byggnadskonstruktion. Han blev president för det internationella universitets-sportförbundet, som bland annat anordnat Universiaden, 1961. Åren 1969-1989 var han ordförande för det italienska friidrottsförbundet. Han blev medlem av IAAF-rådet 1972, ordförande för Association of Summer Olympic International Federations 1983 och medlem av internationella olympiska kommittén 1992. Han spelade en viktig roll då det beslutades att förlägga olympiska vinterspelen 2006 till Turin.
1981 blev Primo Nebiolo ordförande för IAAF. Han var med om dess omstrukturering från International Amateur Athletics Federation, liksom införandet av evenemang som världsmästerskapen i friidrott.
Hans ordförandeskap upphörde då han avled i en hjärtattack 1999. Han efterträddes av vice ordförande Lamine Diack som tillfällig ordförande; Lamine Diack valdes senare till officiell ordförande. IOK:s president Juan Antonio Samaranch beskrev Primo Nebiolo som "en av de största ledande idrottsmännen av sitt sekel". Primo Nebiolo var dock kontroversiell.

### Fotnoter
1. ↑  John Rodda (8 november 1999). ”Primo Nebiolo” (på engelska). Guardian. https://www.theguardian.com/news/1999/nov/08/guardianobituaries.johnrodda. Läst 22 juli 2019.